# Tanner Foust

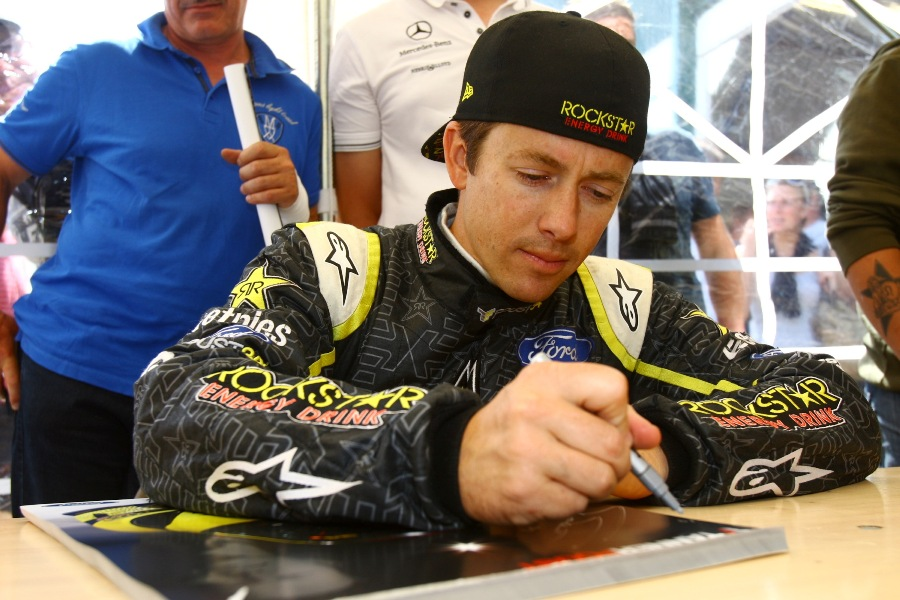
Tanner Foust bei einem Meet and Greet der Rallycross-Europameisterschaft 2011

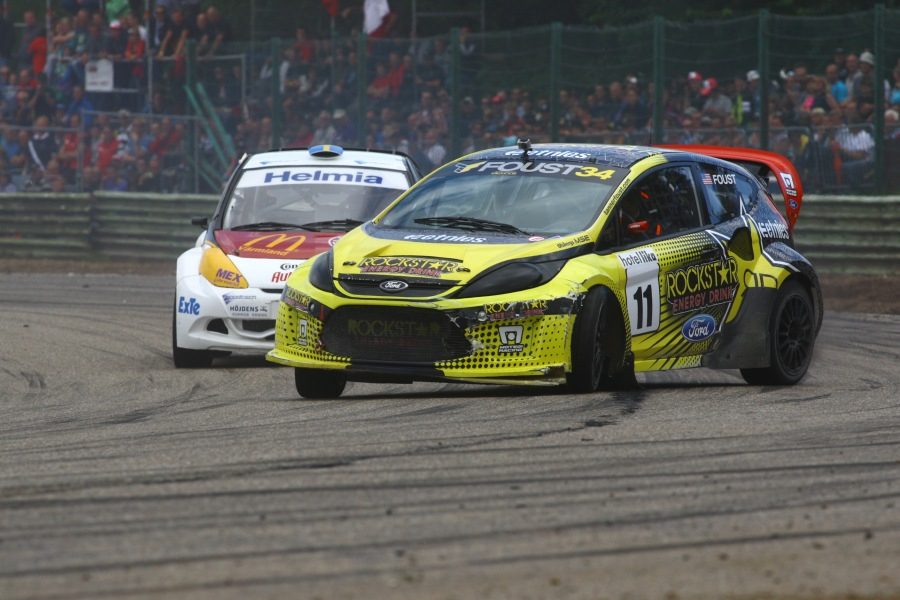
Tanner Foust und sein Ford Fiesta Mk7 4×4 im Rallycross-Einsatz der Saison 2011

Tanner Foust (* 13. Juni 1973 in Denver) ist ein US-amerikanischer Rennfahrer sowie Stuntman. Er nimmt an Drift-Veranstaltungen, Rallyes, Eisrennen und Rallycross-Wettbewerben teil und hat dabei viele Podiumsplätze und diverse Meisterschaften gewonnen. Er ist auch (Co-)Moderator in einigen amerikanischen TV-Shows, unter anderem bis 2016 für die Motorsport-TV-Serie Top Gear USA.

## Karriere
An der Universität von Colorado machte er einen Abschluss in Biologie. Für die amerikanische Ausgabe von Top Gear war er als Co-Moderator vorgesehen, die Sendung wurde jedoch von NBC nicht veröffentlicht. Der Sender History Channel nahm die, zwischenzeitlich modifizierte, Sendung 2010 schließlich ins Programm auf. Tanner Foust war der einzige Fahrer, der die Sendung co-moderierte.
Foust war in Filmen wie The Fast and the Furious: Tokyo Drift, Iron Man 2 und Ein Duke kommt selten allein als Stuntdouble und Stuntfahrer zu sehen. Er ist auch Teilnehmer der Formula Drift, wo er 2007 und 2008 die Meisterschaften gewann. Somit ist er der erste Fahrer in der Formula-Drift-Geschichte, der die Meisterschaft zweimal in Folge gewinnen konnte. Foust ist ebenfalls Rallyefahrer; seit 2007 nimmt er an den X-Games teil und gewann 2007 Gold, 2008 Silber, 2009 Bronze und 2010 Doppel-Gold bei den sogenannten Rally Events. Als erster US-amerikanischer Fahrer nahm er 2010 auch sporadisch an der FIA Rallycross-Europameisterschaft teil. 2011 bestritt er mit einem Ford Fiesta Mk7 4×4 des schwedischen OMSE-Teams sämtliche zehn Wertungsläufe und wurde Vize-Europameister hinter dem Norweger Sverre Isachsen und vor dem Russen Timur Timerzyanov.
Bei der Chicago Auto Show 2014 gab Foust eine neue Partnerschaft mit Volkswagen & Andretti Autosport bekannt. In der FIA World Rallycross Championship 2014 belegte er, als erster Nicht-Europäer, den ersten Platz bei der World RX 2014.
In der zweiten Saison der Americas Rallycross Championship 2019 belegte er den ersten Platz in der Gesamtwertung.

## Erfolge

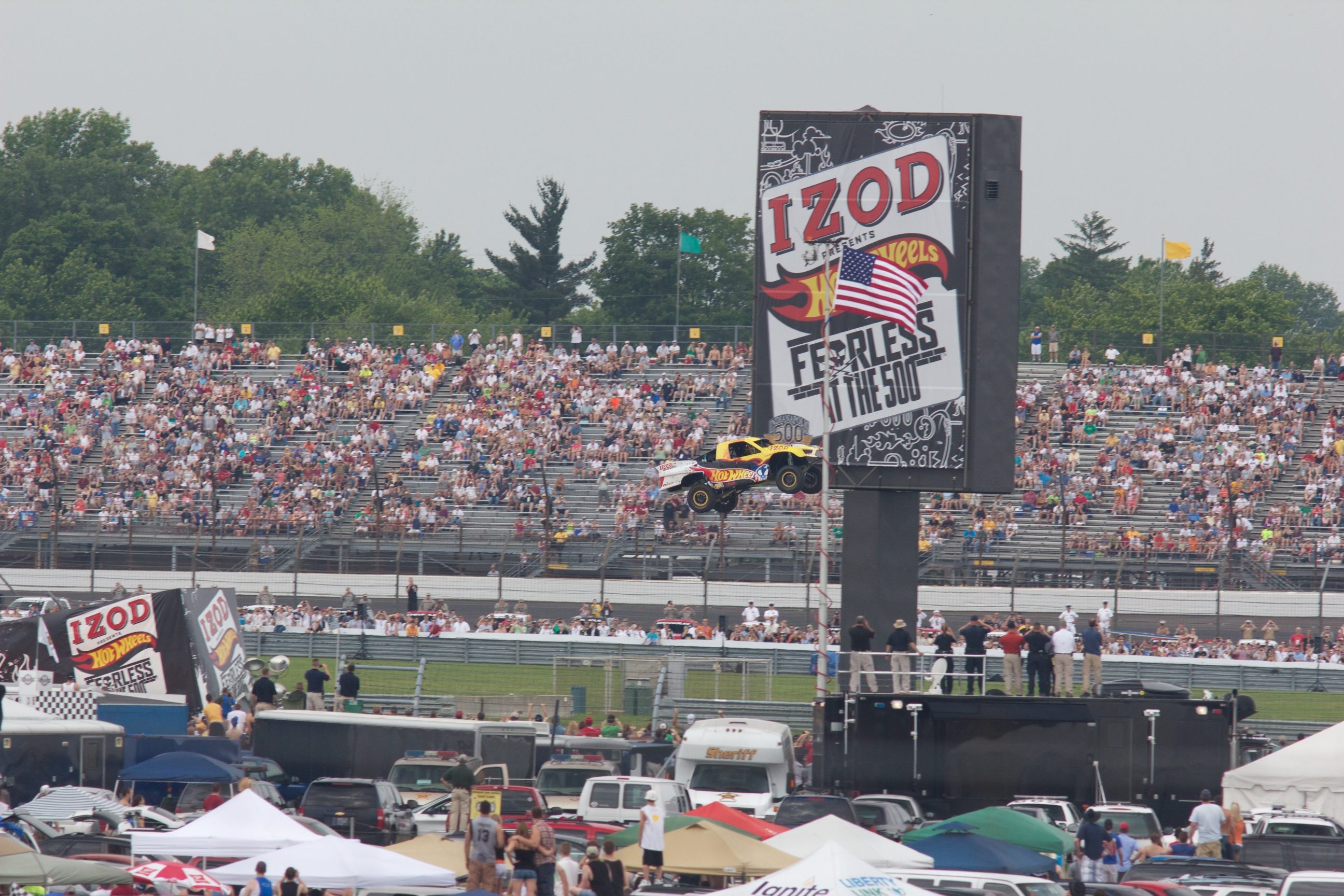
Foust bei seinem 101-Meter-Sprung

- 2019 Americas Rallycross Championship
- 2013 X Games – Goldmedaillengewinner bei Gymkhana GRID, Silbermedaillengewinner beim Rallycross
- 2011 Weltrekord des weitesten Sprungs mit einem Auto (101 Meter)
- 2010 Gymkhana GRID – Goldmedaillengewinner (Rockstar-Etnies Ford Fiesta)
- 2010 Race of Champions – Teilnehmer
- 2010 X Games Rally – Goldmedaillengewinner (Rockstar-Etnies Ford Fiesta)
- 2010 X Games Super Rally – Goldmedaillengewinner (Rockstar-Etnies Ford Fiesta)
- 2010 Formula Drift – Silbermedaillengewinner (Rockstar-Scion Scion TC)
- 2009 Race of Champions – Teilnehmer
- 2009 Formula Drift – sechster Platz (Rockstar-Scion Scion TC)
- 2008 Formula Drift Pro Drift Champion (Rockstar-AEM 350z)
- 2008 Race of Champions – Teilnehmer
- 2008 X Games Rally – Silbermedaillengewinner (Rockstar Subaru STI)
- 2007 X Games Rally – Goldmedaillengewinner (Rockstar Subaru STI)
- 2007 Formula Drift Pro Drift Champion (Rockstar-AEM 350z)
- 2007 Rally America – vierter Platz
- 2006 Formula Drift Championship – dritter Platz (McKinney Nissan Silvia)
- 2006 Rally America PGT Class Championship – zweiter Platz
- 2005 Rally America PGT – Gewinner
- 2006 Summer X Games Rally – drittschnellste Zeit im Stadion Spezial

## Filmografie (Auswahl)
- 2005: Ein Duke kommt selten allein (The Dukes of Hazzard, Stunts)
- 2006: The Fast and the Furious: Tokyo Drift (Stuntdouble und -fahrer)
- 2006: CSI: Miami (Fernsehserie, Stuntfahrer, eine Episode)
- 2007: Numbers – Die Logik des Verbrechens (NUMB3RS, Fernsehserie, Stuntfahrer, eine Episode)
- 2007: Das Bourne Ultimatum (The Bourne Ultimatum, Stuntdarsteller)
- 2007: Dirt (Fernsehserie, Stuntdouble, eine Episode)
- 2009: Fast & Furious – Neues Modell. Originalteile. (Fast & Furious, Stuntdouble)
- 2010: Iron Man 2 (Stuntdouble)
- 2010–2016: Top Gear USA (Fernsehsendung, Moderation)
- 2014: Need for Speed (Stuntfahrer)
- 2015: Straight Outta Compton (Stuntfahrer)
- 2015: Hitman: Agent 47 (Stuntdouble)
- 2019: Le Mans 66 – Gegen jede Chance (Ronnie Bucknum) und (Stuntfahrer)